# Partit Comunista de Kirguízia
El Partit Comunista de Kirguízia (rus: Коммунистическая партия Киргизии, kirguís Кыргызстан Коммунисттик партиясы) fou el partit polític governant i la branca del Partit Comunista de la Unió Soviètica en la República Socialista Soviètica del Kirguizstan (actual Kirguizstan).